# Gare de Toyooka (Hyōgo)
La gare de Toyooka (豊岡駅, Toyooka-eki) est une gare ferroviaire localisée dans la ville de Toyooka, dans la préfecture de Hyōgo, au Japon. La gare est exploitée par les compagnies Kyoto Tango Railway et JR West, sur les lignes Miyazu et San'in.

## Situation ferroviaire
La gare de Toyooka est située au point kilométrique (PK) 148,4 de la ligne principale San'in. Elle marque la fin de la ligne Miyazu.

## Histoire
La gare a été inaugurée le 10 juillet 1909. 

## Disposition des quais
La gare de Toyooka est une gare disposant de deux quais et de trois voies pour la partie JR West et d'un quai et d'une voie pour celle de la KTR.
| N° de voie              | Ligne        | Direction     |
| ----------------------- | ------------ | ------------- |
| 1・3・4                 | ▆ San'in     | Kyoto / Osaka |
| 1・3・4                 | ▆ San'in     | Tottori       |
| Quai de la ligne Miyazu |              |               |
| 1                       | ▆ KTR Miyazu | Miyazu        |

## Gares/Stations adjacentes
| JR West             |              |                    |              |                      |
| Direction Tottori   | Ligne San'in | Ligne San'in       | Ligne San'in | Direction Kyoto      |
| Kinosaki-Onsen      |              | Rapid Service 快速 |              | Kokufu               |
| Kinosaki-Onsen      |              | Local 普通         |              | Kokufu               |
| Kyoto Tango Railway |              |                    |              |                      |
| Direction Toyooka   | Ligne Miyazu | Ligne Miyazu       | Ligne Miyazu | Direction Miyazu     |
| Terminus T26        |              | Rapid Service      |              | Kumihama T24         |
| Terminus T26        |              | Local              |              | Kōnotori-no-sato T25 |

- Les Limited Express Kounotori, Kinosaki, Hamakaze, Hashidate et Tango Relay s'arrêtent à cette gare

| Limited Express |  |             |  |                |
| Ebara           |  | Kounotori   |  | Kinosaki-Onsen |
| Ebara           |  | Kinosaki    |  | Kinosaki-Onsen |
| Ebarao          |  | Hamakaze    |  | Kinosaki-Onsen |
| Terminus        |  | Hashidate   |  | Kumihama       |
| Terminus        |  | Tango Relay |  | Kumihama       |